# Rhodelphis limneticus
Rhodelphis limneticus — вид хижих одноклітинних еукаріот відділу Rhodelphidia. Описаний у 2019 році.

## Поширення
Ендемік України. Відомий лише в типовому місцезнаходженні — озері Трубин в Чернігівській області в басейні Десни.

## Опис
Одноклітинний організм із двома джгутиками, який втратив здатність до фотосинтезу. Клітини овальні або конічні, 10-13 мкм, злегка сплюснуті з двома субапікальними гетеродинамічними джгутиками. Це хижак, що поїдає інших протистів. У задній частині клітина має псевдоподії, за допомогою яких поглинає бактерії та інших еукаріот. Хлоропластів виявити не вдалося навіть за допомогою електронної мікроскопії. Але на молекулярному рівні виявлено кілька білків, які пов'язані з хлоропластами (наприклад, ферредоксин, що бере участь у фотосинтезі). Можливо в клітині є якийсь безбарвний, маленький і рудиментарний первинний хлоропласт. Мітохондрії мають трубчасті кристи, в той час як для рослин як правило характерні пластинчасті кристи.